# Rejon Nooken
Rejon Nooken (kirg. Ноокен району; ros. Ноокенский район) – rejon w Kirgistanie w obwodzie dżalalabadzkim. W 2009 roku liczył 117 055 mieszkańców (z czego 50,1% stanowili mężczyźni) i obejmował 20 672 gospodarstw domowych. Siedzibą administracyjną rejonu jest Massy.